# Hans Jochen Henke

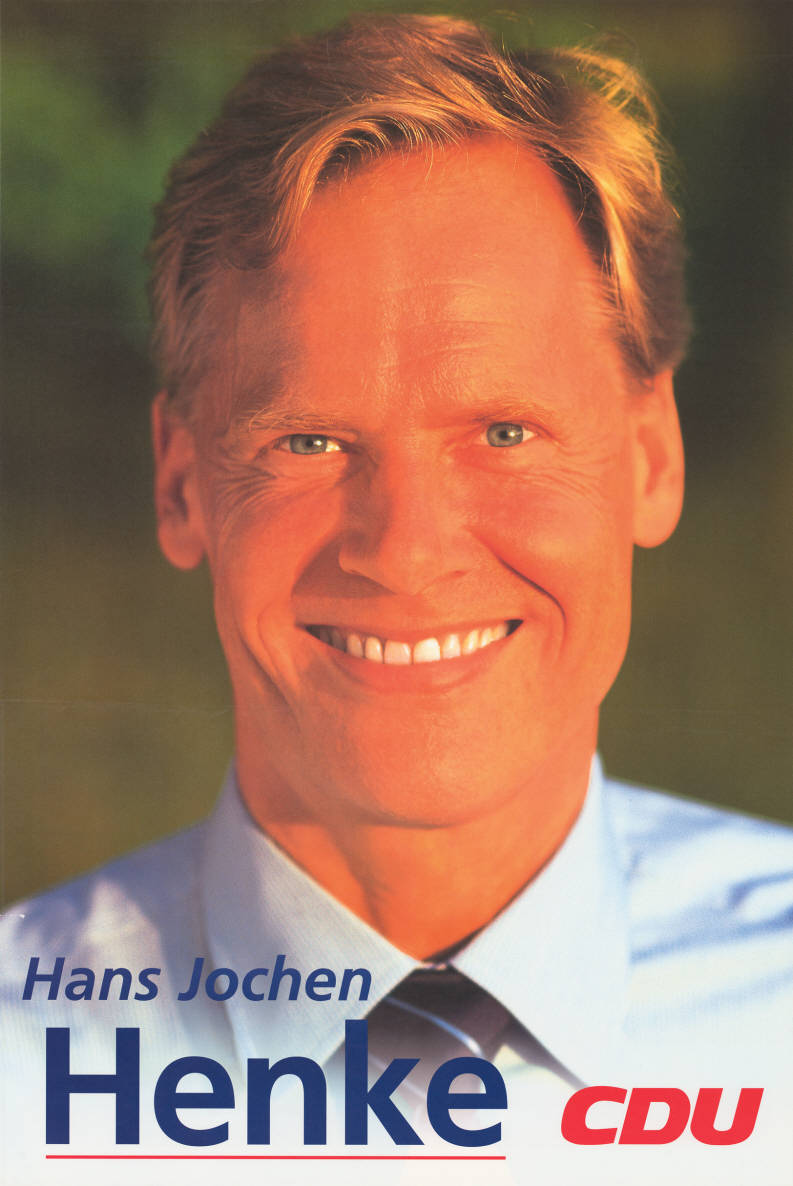
Hans Jochen Henke auf einem Wahlplakat

Hans Jochen Henke (* 12. Juli 1945 in Hirsau) ist ein deutscher Politiker der CDU.

## Ausbildung und Beruf
Nach dem Besuch des Stuttgarter Dillmann-Gymnasiums und dem Abitur 1966 an der Wirtschaftsoberschule Stuttgart studierte Henke Jura an der Eberhard-Karls-Universität in Tübingen und an der Albert-Ludwigs-Universität in Freiburg. Während seines Studiums wurde er Mitglied der Tübinger Studentenverbindung Normannia. Nach dem zweiten juristischen Staatsexamen 1974 war er als Anwalt tätig. 1975 trat er in die Innenverwaltung des Landes Baden-Württemberg ein.
Seit 1999 ist Henke wieder als Rechtsanwalt zugelassen.

## Politische Tätigkeit / öffentliche Ämter
Henke war ab 1976 persönlicher Referent der baden-württembergischen Innenminister Karl Schiess und Lothar Späth. Nach dem Amtsantritt Späths als Ministerpräsident am 30. August 1978 wurde er dessen Büroleiter. Von 1984 bis 1995 war er Oberbürgermeister der Stadt Ludwigsburg und ab 19. Oktober 1994 erster von der Regionalversammlung gewählter Vorsitzender des Verbands Region Stuttgart. 1995 wechselte er als Staatssekretär ins Bundesverkehrsministerium. Nach dem Regierungswechsel 1998 war er bis 2002 Abgeordneter des Deutschen Bundestags für den Wahlkreis Stuttgart I. Vom 1. November 2004 bis zum 31. Oktober 2009 war er Generalsekretär des Wirtschaftsrats der CDU.
Im Frühjahr 2015 wurde Henke zum Ehrenvorsitzenden des Kuratoriums der Ludwigsburger Schlossfestspiele gewählt.

## Familie
Henke ist verheiratet und hat zwei erwachsene Töchter.

## Auszeichnungen
- 2012: Ehrenmitglied der juristischen Vereinigung Phi Delta Phi[4]